# Madge Tree
Madge Tree foi uma atriz britânica da era do cinema mudo.

## Filmografia selecionada
- Hard Times (1915)
- What Every Woman Knows (1917)
- The Garden of Resurrection (1919)
- The Silver Bridge (1920)
- Won by a Head (1920)
- The House of Peril (1922)
- The Disappearance of Lady Frances Carfax (1923)
- Woman to Woman (1923)
- St. Elmo (1923)
- A Daughter of Love (1925)